# Jeunesse sportive audunoise
 (janvier 2018).
Si vous disposez d'ouvrages ou d'articles de référence ou si vous connaissez des sites web de qualité traitant du thème abordé ici, merci de compléter l'article en donnant les références utiles à sa vérifiabilité et en les liant à la section « Notes et références ».
 (novembre 2023).
La Jeunesse sportive audunoise est un club de football français situé à Audun-le-Tiche. 

## Histoire
Fondé en 1919, grâce aux mines de fer d'Audun le Tiche, le club est le second à s'affilier à la Ligue de Lorraine juste après le FC Metz.

### Fondation et avant-guerre
Le 20 décembre 1919, en soirée, la Flora, dont le nom date de 1909, devient la Jeunesse Sportive Audunoise, par un vote à l'unanimité, qui intronise J.S.A. aux couleurs jaune et noire. La proposition vient d'Albert Ehlinger, et devient vite populaire dans le Pays Haut.
Voici la liste des fondateurs du club : Guilery, Jaloski, Gerber, Ehlinger, Schwann, Mick, Ravagny, Effling, Pierre, Gustin, Kruger, Kremer, Brandenburger, Rodighiero, Grosmangin, Christment.
Le club, ainsi fondé en 1919, participe au premier championnat. De 1919 jusqu'en 1932, le club évolue en gros au niveau du district avant d'évoluer de 1932 à 1937 en Honneur, puis de redescendre en Promotion, avant de devoir arrêter sa progression en raison de l'arrivée de la guerre. L'équipe de la JSA est alors relocalisée dans le Centre-Ouest à La Roche-Rigault.
De 1927 à 1935 il aura dans ses rangs un certain Julien Darui, sacré plus tard "gardien du continent".

### Après-guerre: 1945-1961
La Jeunesse Sportive Audunoise reprend sa progression en 1952, remportant la Coupe Laedrich, puis rebâtit une équipe solide capable de jouer les premiers rôles en Promotion, juste en dessous de la Division d'Honneur, de 1952 à 1958, puis de retrouver la Division d'Honneur. Le club a la chance de voir arriver Robert Lacoste, ancien directeur au FC Metz. Audun prend un autre tournant, et, en saison 1961/1962, le club termine champion de D.H, obtenant son ticket pour la C.F.A, alors 3e division dans l'organigramme.
Audun est champion devant Merlebach avec 37 points, en 26 matchs et 17 victoires, 3 nuls, 6 défaites, 63 buts inscrits, 20 encaissés. Le club est reconnu meilleure attaque puis meilleure défense : Robert Lacoste a envoyé Audun au sommet.
L'équipe championne se compose de : Legrand, Villars, Markut, Garot, Obed, Ferrari, Schramm, Kirsch, Tichy, Tizzoni, Hnatov, Niggel.

### Nouveau tournant: 1962-1978
Audun est relégué en Division d'Honneur, s'écroule, puis retombe en promotion pour se stabiliser. Le club va relever la tête après avoir évolué de 1968 à 1973. Le club termine champion de Promotion et retrouve la Division d'Honneur. L'entraîneur est alors Alfred Sbroglia, formé à la JS Audunoise, puis devenu "pro", passé par le FC Metz ou encore 1 saison à l'OM, et qui va faire du club une équipe capable de rejouer les premiers rôles en D.H.

### 1978-2000: Division 4, Audun au bord de l'exploit, puis retour en arrière
Audun est promu en Division 4, manque de peu la montée immédiate en Division 3, terminant 3e à égalité avec le second mais la différence de buts n'était pas favorable aux Canaris.
Audun, après avoir évolué 5 saisons consécutives en Division 4, descend en Division d'Honneur, et va évoluer 9 saisons consécutives en DH de 1983 à 1992, avant d'être relégué en Division d'Honneur régionale, et de chuter en 1996 en promotion d'Honneur, avant de redevenir un club populaire.
Puis, le club voit l'arrivée d'un investisseur, Michel Liébert, futur président.

### 2000-2009: Les années Liébert
Au début des années 2000, Audun se retrouve à un point critique. Le club évolue en PH. Le président M. Liébert investit au sein du club durant 4 années consécutives. Audun va devenir le club du Pays Haut en remportant tout sur son passage. Une vague jaune et noire s'abat sur le Pays Haut.
2004-2005 : 15e de CFA (2) Audun retrouve le Championnat de France Amateur mais l'effet s'arrête là. Audun redescend immédiatement en Division d'Honneur pour y rester de 2005 à 2011.
Michel Liébert quitte la présidence en 2009. Audun est toujours en DH.
À la fin des années Liébert, Audun retombe dans la crise. Le club se fait piller par les clubs luxembourgeois, puis vit une saison catastrophique, terminant avant-dernier avec 13 points.

## Identité

Ancien logo.
Logo depuis 2020.

## Personnalités

### Présidents
- 1970-1985 : J.Marchon
- 1985-1988 : A.Ueberschlag
- 1988-1992 : V.Gelmi
- 1992-1999 : A.Ehlinger
- 1999-2009 : M.Liébert
- 2009-2011 : S.Filipetti
- 2011-2012 : J.C Brugnoni
- 2012-2014 : E.Formica
- 2014-2016 : P.Mangenot
- 2016-2019 : JPWelscher
- 2019-2020 : E.Hutier
- 2020- :N.Mangenot

### Entraîneurs
- 1964-1965 :  Robert Lacoste
- 1965-1966 :  Jean Doldi
- 1970-1972 :  Cyril Obed
- 1972-1978 :  A.Sbroglia
- 1978-1983 :  N.Muller
- 1983-1990 :  G.Dalvit
- 1990-1991 :  J.Sabatucci
- 1991-1995 :  G.Pranzetti
- 1995-1996 :  P.Formica
- 1996-1998 :  P.Moretto
- 1998-2001 :  André Bertelli
- 2001-nov. 2004 :  Patrick Cortial
- Nov. 2004-déc. 2004 :  Didier Six
- Déc. 2004-juin 2006 :  Marco Morgante
- 2006-2008:  Jean Philippe Séchet
- 2008-2010 :  Denis Beckrich
- Juil. 2010-févr. 2011 :  Sébastien Sagrafena
- Févr. 2011-déc. 2011 :  Gilbert Freis
- Déc. 2011-déc. 2012 :  Brahim Bouglime
- Déc. 2012-oct. 2013 :  Jean-Marc Gattullo
- Oct. 2013-juin 2014 :  Guilhem Duplant
- 2014-2015 :  Robert Rabassi
- 2015-févr. 2016 :  Guilhem Duplant
- Févr. 2016-juin 2016 :  Gilbert Freis
- Juil. 2016-Mars 2017 :  Walter Di Luigi
- Mars.2017-2019 :  Samuel Scholer
- Juin 2019-juin 2020 :  Jérémy Carette
- Juin 2020-Juin 2021 :  Samuel Scholer
- Juin 2021-Septembre 2021 :  Mathieu Picard
- Septembre 2021- Juin 2022 :  Jean Marc Gatullo

Juin 2022-janvier 2024 : 
 Arnaud Mojak
- Janvier 2024-:

 Yann Bori

### Personnalité emblématiques
- Julien Darui   ancien pro
- François Maestroni ancien pro
- Bruno Ferrero  ancien pro
- /  Albert Poli ancien pro
- Raymond Cicci ancien pro
- Antonín Tichý

## Parcours en Coupe de France
- 1932 : 32e Epernay Audun 4-1
- 1957-1958 : 32e Sochaux (L1) 4-1 JSA (PH)
- 1961 : 32e Audun (DH) Troyes (CFA) 1-2
- 1964-1965 : 32e Sedan (L2) 1-0 JSA (CFA)
- 1986 : 8e Audun (DH) Reims (D2) 1-4
- 1990 : 64e
- 1995 : 8e tour
- 1996 : 8e tour
- 2003 : 8e Audun (DHR) Moulin(CFA) 1-1 TAB 1-3
- 2007-2008 : 5e tour Haroue Benney 1-0 Audun (DH)
- 2008-2009 : 5e tour Raon (CFA) Audun (DH) 2-2 TAB 4-1
- 2009-2010 : 5e tour Jarville (DH) Audun (DH) 4-1
- 2010-2011 : 4e tour Saint-Avold (DH) Audun (DH) 4-2
- 2011-2012 : 3e tour Verdun (DH) Audun (DH) 4-1
- 2012-2013 : 4e tour Thierville (PHR) Audun(DHR) 2-0
- 2013-2014 : 4e tour Audun (DHR) Raon (CFA) 0-6
- 2014-2015 : 4e tour Audun (PH) Amnéville (CFA 2) 0-1
- 2015-2016 : 1er tour
- 2016-2017 : 3e tour
- 2017-2018 : 3e tour
- 2018-2019 : 4e tour JSA (D1) 0-3 Thionville Lusitanos (DH)
- 2019-2020 : 2e tour JSA (D1) 1-4 Gorcy Cosnes (D2)
- 2020-2021 : 5e tour JSA (D1) 0-2 Villers-lès-Nancy (R2)
- 2021-2022 : 1re tour JSA (D1) 1-5 Algrange (R3)
- 2022-2023 : 4e tour JSA (D1) 1-2 Rosselange Vitry (R2)
- 2023-2024 : 6e tour JSA (R3) 0-4 SAS Épinal (Nat)

## Palmarès
Champion de Lorraine : 1962
Coupe de Lorraine : 1975, 1977, 1981